# Princesa Sugehit
Ernestina Sugehit Salazar Martínez (nacida el 25 de junio de 1980) es una luchadora profesional mexicana que es mejor conocida bajo el nombre de Princesa Sugehit. Ella está trabajando para la promoción profesional de la lucha libre mexicana Consejo Mundial de Lucha Libre (CMLL). Su nombre ha aparecido de manera diferente en diferentes publicaciones, incluso su empleador CMLL no siempre ha deletreado su nombre constantemente, ha aparecido como "Princesa Sujei", "Princesa Sugey", "Princesa Sujey", "Princesa Sugeth", "Princesa Sugehit".

## Carrera

### Inicios (1996–2005)
El diseño de mariposa en su wrestling la máscara provino uno de sus entrenadores quién dijo que vuele alto como una mariposa de monarca. Decida en el nombre "Princesa Sujei" con "Sujei" siendo el nombre de una reina de las estrellas. Haga su profesional wrestling debut el 22 de septiembre de 1996, en #Arena La Junta teaming arriba con Flor de Loto para afrontar fuera en contra Reina Salvaje y La Intrusa en un partido de equipo de la etiqueta. En los años que siguen su debut Princesa Sujei trabajado principalmente para Asistencia Asesoría y Administración (AAA), uno de México más grande wrestling promociones. En 1999 Princesa Sujei participado en AAA por el Reina de Reinas torneo, perdiendo para Perder Janeth en la ronda de cualificar. El 23 de noviembre de 2001, Princesa Sujei teamed arriba con Esther Moreno y Estrellita para derrotar Martha Villalobos, Mujer Demente, y Tiffany en el undercard del 2001 Guerra de Titanes acontecimiento. Princesa Sujei También trabajado para Lucha Libre Feminil, una promoción local en su ciudad natal de Monterrey donde aguante el LLF Campeonato Extremo, el LLF Juvenil Campeonato y el LLF Campeonato de Equipo de la Etiqueta junto con Poly Estrella. Mientras en LLF desarrolle una rivalidad con canadiense wrestler Ángel Oscuro por todas partes 2004, el cual dirigió a un cuarenta y cinco minuto largo Luchas de Apuestas ("Partido de Apuesta") entre el dos, los cuales sierran Princesa Sujei alfiler Ángel Oscuro, forzándole para desenmascarar después. Ella también participado en el Todo Pro Wrestling-promovido "ChickFight" torneo, derrotando Candice LeRae en la primera ronda, Nikki Roxx en la segunda ronda y Cheerleader Melissa en las finales para ganar el primer ChickFight torneo. En 2005, participa en Reina de aquel año de Reinas torneo al lado apache de Señora, Tiffany, Cynthia Moreno, Ángel Oscuro, Estrellita, Faby apache, Chica Dorada, La Chola, Martha Villalobos, Nikki Roxx, Poly Estrella, Princesa Blanca, Sencillamente Luscious, y Veronica en un torneo cibernético partido de eliminación pero estuvo eliminado temprano en el partido. Ella más tarde participado en el "ChickFight II" torneo, derrotando Luscious en la primera ronda, pero perdiendo a Mariko Yoshida en la segunda ronda.

### Consejo Mundial de Lucha Libre (2005–presente)
A principios de 2005, el Consejo Mundial de Lucha Libre (CMLL) decidió renovar su división femenina después de varios años de baja actividad, agregando un número de luchadores a su lista incluyendo a Princesa Sujei. El 27 de abril de 2007, compitió en un torneo para coronar a una nueva Campeona Femenina Nacional de México cuando la anterior campeona, Lady Apache, ganó el Campeonato Mundial Femenino CMLL de mayor rango . Princesa Blanca fue una de las 14 mujeres que compitieron en un torneo cibernético para clasificarse para la final. El torneo cibernético fue ganado por Princesa Sujei y Marcela. Los dos se enfrentaron una semana después con Marcela ganando el partido y el campeonato [15]Princesa Sujei desarrolló una rivalidad histórica con técnica, una fuerte rivalidad que se construyó con Luchas de Apuestas , máscara contra máscara emparejada entre los dos en octubre de 2008. El partido Apuestas es el más prestigioso " premio "en Lucha Libre, incluso más que un partido de campeonato, un premio que Princesa Sujei reclamó cuando inmovilizó a Diosa y la obligó a desenmascarar. Se le dieron varias oportunidades para viajar a Japón y trabajar para varias promociones japonesas de lucha a través de sus contactos de CMLL. Una de esas oportunidades llegó en marzo de 2010 cuando apareció en el evento final de Fuka Matsuri el 28 de marzo de 2010, donde Sujei y Hirokaperdido para el dueño de la promoción, Tigre Fuka y Leon. El 14 de junio de 2010, Princesa Sujei derrotó a Lady Apache para ganar el PWR World Women's Champion en un espectáculo promovido por CMLL en Puebla, Puebla. Sujei celebró el campeonato durante más de un año, 454 días en total, antes de perder el campeonato de regreso a Lady Apache.
A lo largo de los años, Princesa Blanca desarrolló una relación profesional con Princesa Sujei e Hiroka, creando un grupo conocido como Las Zorras y cuando Hiroka se retiró las dos Princesas se conocieron como Las Damas de Polanco , Las Damas de Polanco , un barrio próspero enCiudad de México . [20] En junio de 2012, Las Ladies viajaron a Japón para competir en un torneo por el Campeonato Reina Vaquera World Tag Team , perdiendo en la primera ronda a los eventuales ganadores del torneo "Muscle Venus" (Hikaru Shida y Tsukasa Fujimoto). El 28 de abril de 2015, Sujei derrotó a Narumiya para ganar el Campeonato Internacional CMLL-Reina. Perdió el título de regreso a Narumiya en una revancha en Tokio el 17 de mayo. El 25 de febrero de 2017, Princesa Sujei derrotó a su rival de mucho tiempo, Zeuxis, para ganar el título.Campeonato Nacional Femenino Mexicano . El 16 de septiembre de 2017, en el desfile anual del octavo aniversario de CMLL , Sugehit perdió su máscara en una lucha de apuestas en dos de las tres caídas contra Zeuxis, revelándose como "Ernestina Sugehit Salazar Martínez" con 21 años de experiencia en el deporte.
El 16 de septiembre de 2020, Sugehit anuncio que no podrá luchar el 87 Aniversario del CMLL tras dar positivo al COVID-19.

### WWE (2017)
El 16 de junio de 2017, WWE anunció Sugehit como parte del torneo de Mae Young Classic. El 28 de agosto, Sugehit derrotó a Kay Lee Ray en la primera ronda. El 4 de septiembre, Sugehit fue eliminada en la segunda ronda por Mercedes Martinez.

## Campeonatos y logros
- ChickFight
  - ChickFight I

- Consejo Mundial de Lucha Libre
  - Campeonato Mundial Femenil del CMLL (1 vez, actual)
  - Campeonato Internacional del CMLL-Reina (1 vez)
  - Campeonato Nacional Femenil (1 vez)
  - Copa Natalia Vázquez (2017)[10]

- Lucha Libre Feminil
  - LLF Extreme Championship (1 vez)
  - LLF Juvenil Championship (1 vez)
  - LLF Tag Team Championship (1 vez) – con Polly Star

- Pro Wrestling Revolution
  - PWR World Women's Championship (1 vez)

## Luchas de apuestas
| Ganadora                                       | Perdedora                                            | Lugar                 | Evento                    | Fecha                    | Notas |
| ---------------------------------------------- | ---------------------------------------------------- | --------------------- | ------------------------- | ------------------------ | ----- |
| Princesa Sujei (máscara)                       | Pantera Salvaje (máscara)                            | Lugar desconocido     | House show                | Fecha desconocida        |       |
| Princesa Sujei (máscara)                       | Dark Angel (máscara)                                 | Monterrey, Nuevo León | House show                | 2 de abril de 2004       |       |
| Princesa Sujei (máscara)                       | Goddess (máscara)                                    | Lugar desconocido     | House show                | 7 de octubre de 2008     |       |
| Princesa Sujei y Marcela (máscara y cabellera) | Princesa Blanca y La Seductora (máscara y cabellera) | Ciudad de México      | Sin Piedad                | 1 de agosto de 2014      |       |
| Zeuxis (máscara)                               | Princesa Sugehit (máscara)                           | Ciudad de México      | 84th Aniversario del CMLL | 16 de septiembre de 2017 |       |
| Princesa Sugehit (cabellera)                   | La Seductora (cabellera)                             | Ciudad de México      | House show                | 27 de abril de 2018      |       |